# Друзі дітей
Друзі дітей — радянське масове добровільне товариство, створене 1924 року Постановою ВУЦВК при Центральній комісії допомоги дітям задля подолання дитячої бездоглядності. Його осередки діяли як громадські підрозділи цієї комісії в тісній співпраці з органами освіти та охорони здоров'я, а з 1927 року виокремилися як громадська організація Всеукраїнське товариство «Друзі дітей».
Аналогічні товариства (рос. Друг детей) були створені та понад десять років розвивались також і в інших республіках СРСР. За підтримки радянської влади було створено розгалужену багаторівневу структуру аж до філій в сільських населених пунктах та на підприємствах. Станом на 1926 рік в УРСР діяло 1965 міських, 1117 сільських та 365 на транспорті філій товариства з чисельністю понад 380.000 членів. Його друкованим органом був однойменний журнал, проводилися конференції різного рівня, існували декілька видів нагрудних значків тощо.
В своїй діяльності товариство зосереджувалось на створенні виробничих майстерень, клубів, санаторіїв, столових, дитсадків, ясел для бездоглядних дітей. «Друзі дітей» здійснювали шефство над існуючими  дитячими закладами та організовували нові. Серед завдань товариства були також: збір коштів, підтримка вагітних та матерів, створення і підтримка патронатних сімей, інформування населення про стан дітей, залучення нових членів. Проводилися кампанії — тижні та місячники допомоги дітям, коли їх активно вилучали з вулиць, влаштовували у медичні та освітні заклади. Інспектори товариства відвідували заклади, створені для дітей, з перевірками умов їх утримання.

## Історія
На думку історика Рожкова створення організації відбувалося згори та в інтересах партії: задля перекладення тягаря вирішення проблеми бездоглядності з радянської держави на суспільство. Добровільність була досить умовною, бо участь багатьох верств населення (партійців, радянських службовців, комсомольців) у діяльності та фінансуванні товариства вважалась обов'язком. У створенні осередків «Друзів дітей» значну роль відіграли існуючі громадські об'єднання: Товариство Червоного Хреста та Ліга допомоги дітям німецьких робітників (рос. Лига помощи детям трудящихся Германии). Формально кожен осередок був самокерованим: загальні збори його членів затверджували розміри членських внесків та плани роботи тощо, проте фактично всі вони перебували під контролем партії та держави.
Лариса Олянич виділяє два періоди в діяльності товариства, які розділяє 1929 рік. В 1924-1929 рр. осередки проводять заходи на покращення соціально-економічного становища дітей. А в кінці 1920-х років радянська влада криміналізувала та поліцейськими методами ліквідувала дитяче бродяжництво, заявляючи про подолання масової безпритульності (попри оцінку Н. Крупської про два мільйони бездомних дітей на початку 1930-х). В 1932 році Центральна комісія допомоги дітям була розформована, товариство перейшло в підпорядкування Народного комісаріату освіти і його задачею стало сприяння впровадженню загальної обов'язкової освіти та комуністичному вихованню дітей та молоді.
20 січня 1936 року ВУЦВК прийняв Постанову про розформування Всеукраїнського товариства «Друзі дітей», його інфраструктура переходила під управління освітнього та медичного відомств. 

### «Друзі дітей» в роки Голодомору
Свідчення про діяльність товариства під час голодомору є суперечливою. Згадується, що його пріоритетом на 1932 рік було створення табличок з назвами вулиць. В той же час є свідчення про продовження відвідувань дитячих закладів і, зокрема, саме інспектори товариства залишили нечисленні свідчення про стан дитячих закладів у 1932-33 роках. Допомогти представники сільських осередків часто не могли, адже й самі голодували. В той же час в умовах контролю радянської держави над організацією не могло бути й жодної централізованої допомоги по лінії товариства.
Дослідниця Інна Шугальова наводить дані про ІІІ з'їзд Всеукраїнського товариства «Друзі дітей» в березні 1933 року, включно з бюджетом заходу та його програмою. Жодна доповідь не торкалася забезпечення дитячих закладів харчуванням, критичного стану багатьох патронатних сімей, росту безпритульності чи порятунку дітей від голоду — реальних проблем, про які доповідали члени товариства з сіл і міст України. Натомість 250 делегатів обговорювали зміни до статуту товариства, нюанси та перспективи культурно-масової роботи під час другої п'ятирічки.